# Ilan Sadé
Ilan Sadé ([ˈɪɭan sadeː]), född 26 augusti 1978 i Nahariya i Israel,[källa behövs] är en svensk jurist, debattör och politiker med bakgrund i Centerpartiet. Mellan 2016 och 2023 var han partiledare för Medborgerlig samling. Sadé är delägare i nättidningen Nyheter Idag.

## Biografi
Ilan Sadé kom till Sverige 1980 då han tillsammans med sin israeliske far och sin svenska mor flyttade till Skanör i Skåne. Han avlade juris kandidatexamen vid Lunds universitet 2004 och har därefter främst varit verksam som affärsjurist och debattör. Han har även publicerat en bok, Frommare kan ingen vara.

### Politisk verksamhet
Ilan Sadé valdes år 2003 till ordförande i Centerpartiets högskoleförbund. Han var då den förste utlandsfödde ledaren för ett centerförbund. Han valdes även in som miljönämndens ordförande i Lund under ett par år. Omkring år 2011 till 2012 slutade Ilan Sadé betala medlemsavgift till Centerpartiet och lämnade därmed också partiet. Detta berodde bland annat på att han och Centerpartiet hade olika syn kring invandring. Ilan Sadé ansåg även att Centerpartiet hade tappat sin historiska pragmatism. Mellan oktober 2016 och september 2023 var Sadé partiledare för partiet Medborgerlig Samling. I mars 2023 meddelade han att han inte kandiderade inför kommande mandatperiod.